# Robert Wyatt
Robert Wyatt-Ellidge (Bristol, 28 de enero de 1945) es un cantante y compositor británico conocido por su aclamada carrera solista y su importancia en la escena de Canterbury como baterista de Soft Machine y Matching Mole (siendo líder en esta última).

## 1964-1973: Soft Machine y Matching Mole
Integró entre 1964 y 1966 The Wilde Flowers, la primera banda de la escena de Canterbury. Ésta dio origen a Soft Machine (fundada por Wyatt, Mike Ratledge, Kevin Ayers y Daevid Allen) y Caravan. Para 1969 tanto Allen como Ayers habían dejado el grupo (este último siendo reemplazado por Hugh Hopper, otro ex-Wilde Flowers). A finales de ese año Wyatt tuvo la idea de incluir la sección de vientos de Keith Tippett a la banda (Elton Dean-Lyn Dobson-Nick Evans-Mark Charig). De septeto pasaron a quinteto y finalmente a cuarteto en pocos meses, quedando Dean como nuevo integrante oficial.
Wyatt terminó arrepintiéndose de su idea, ya que por el nuevo enfoque hacia el jazz, cada vez se le daba menos espacio para cantar. En junio de 1970 se editaba Third (una de las 4 piezas es "Moon In June", de su autoría). Inconforme con la evolución de la banda (que ya no estaba interesada en sus canciones), se unió a otras paralelamente (la de improvisación Amazing Band, de free jazz Symbiosis, y de rock/pop The Whole World -con Kevin Ayers-) y lanzaba su experimental debut como solista The End Of An Ear.
En 1971 salía Fourth (por primera vez no canta ni compone en todo el LP), mientras Robert seguía tocando con otros músicos (como su excompañero Daevid Allen y Centipede, la big band de Keith Tippett). Hasta que en agosto de ese año finalmente abandonó Soft Machine.
Para octubre fundaba Matching Mole (Machine Molle, que significa Soft Machine en francés), con Dave Sinclair (de Caravan), Phil Miller (de Delibery) y Bill MacCormick (de Quiet Sun). Editaron dos álbumes en 1972, con Dave MacRae reemplazando a Sinclair en el segundo. En septiembre del mismo año se separaron, después de un gira europea como soporte de Soft Machine.
Wyatt retomó el proyecto poco después (con MacCormick, Francis Monkman y Gary Windo) para grabar un tercer disco. Todo fue cancelado cuando en junio de 1973 cayó por la ventana de un tercer piso y quedó paralítico, sin poder tocar la batería.

## 1974-presente: Carrera en solitario
No obstante, consiguió recuperarse y volver a su carrera solista con Rock Bottom, junto con músicos como Mike Oldfield, Fred Frith -guitarrista de Henry Cow-, y Nick Mason -baterista de Pink Floyd- como productor. El mismo día que salió, Wyatt se casaba con la artista Alfreda Benge, quien desde entonces diseñaría las portadas de todos sus álbumes y escribiría muchas de sus letras.
El mismo año grabó una versión del tema de Neil Diamond "I'm a Believer", que alcanzó el puesto número 29 en las listas de éxitos británicas, lo que le llevó a presentarse en el mítico programa Top of the Pops, a pesar de la negativa de la BBC de mostrarlo en silla de ruedas. En septiembre grabó uno de sus pocos conciertos como solista Theatre Royal Drury Lane (editado en 2005), para el programa de John Peel en la BBC Radio. Otras apariciones en vivo serían como invitado de Kevin Ayers/John Cale/Brian Eno/Nico (1974), Henry Cow (1974-75) y David Gilmour (2001 y 2006).
Su siguiente LP, Ruth Is Stranger Than Richard (1975), se acerca más al jazz e incluso a la música étnica africana, y tuvo como invitado a Brian Eno. Durante el resto de la década de 1970, Wyatt desarrolló un fuerte activismo político en favor del comunismo.
Desde ahora su actividad bajaría a un promedio de álbum nuevo cada 5 años, aunque siguió siendo muy prolífico en colaboraciones, apareciendo en cerca de 100 álbumes hasta la fecha. Nothing Can Stop Us (1981) fue su primer lanzamiento solista en seis años, recopilando canciones de otros artistas sobre política. Después de algunos sencillos y EPs viene Old Rottenhat (1985), donde toca todos los instrumentos. A fines de la década pasó dos años sin grabar nada mientras vivía en España, y se editaba Live at the Proms (1988), el primero de muchos álbumes de archivo grabados antes de su accidente.
En la década de los 90 llegaron Dondestan (1991), el recopilatorio Flotsam Jetsam (1994) y Shleep (1997), y en el Siglo XXI Cuckooland (2003) y Comicopera (2007). Sus colaboraciones más destacadas de estos años fueron con David Gilmour y Bjork. En 2010 publica For the Ghosts Within, colaboración con Gilad Atzmon y Ros Stephen, sin composiciones nuevas de Wyatt.
En 2014, con la edición de un libro y un recopilatorio (ambos de título Different Every Time), Wyatt anunciaba su retiro musical. Pese a esto, en abril de 2015 edita un nuevo sencillo, "Stella Maris", en colaboración con el cantante ruso Boris Grebenshikov.

## Discografía

### Con Soft Machine
- 1968: The Soft Machine
- 1969: Volume Two
- 1970: Third
- 1971: Fourth

### Con Matching Mole
Véase también: Discografía de Matching Mole
- 1972: Matching Mole
- 1973: Little Red Record

### En solitario
- 1970: The End Of An Ear
- 1974: Rock Bottom
- 1975: Ruth Is Stranger Than Richard
- 1985: Old Rottenhat
- 1991: Dondestan
- 1997: Shleep
- 2003: Cuckooland
- 2007: Comicopera